# Tripolis (Griekenland)
Trípolis of Tripoli (Grieks: Τρίπολις) is een Griekse stad en gemeente (dimos) op de Peloponnesos, hoofdstad van de nomos Arcadië in de Griekse bestuurlijke regio (periferia) Peloponnesos, gelegen op 660 m hoogte. Tripoli ligt centraal op de Peloponnesos, westelijk van Nafplio en noordoostelijk van Kalamata.
Tripolis, de officieuze hoofdstad van de Peloponnesos, is een agrarisch handelscentrum (graan, aardappelen, tabak) en voornaamste verkeersknooppunt van de Peloponnesos. De lokale industrie produceert onder meer tapijten, aardewerk en wijn. De stad is per trein te bereiken vanuit Korinthe en vandaaruit verbonden met steden elders in Griekenland, zoals Athene.
In de nabijheid liggen de ruïnes van de antieke steden Tegea en Mantinea.
De middeleeuwse vestingstad (het Tropolitsa uit de kleften-liederen) werd na verwoesting in de Griekse Onafhankelijkheidsoorlog in 1834 volledig herbouwd.

## Gemeentelijke herindeling (2011)
De acht deelgemeenten (dimotiki enotita) van deze fusiegemeente zijn:
- Valtetsi (Βαλτέτσι)
- Korythio (Κορύθιο)
- Levidi (Λεβίδι)
- Mandinia (Μαντίνεια)
- Skyritida (Σκυρίτιδα)
- Tegea (Τεγέα)
- Tripoli (Τρίπολη)
- Falanthos (Φάλανθος)

## Geboren in Tripolis
- Georgios Roubanis (1929-2025), atleet
- Yiannis Kouros (1956), Grieks-Australisch ultraloper
- Aristotelis Diamantopoulos (1983), voetbalscheidsrechter
- Nikolaos Giannakopoulos (1993), voetballer